# Матенжское
Матенжское — пресноводное озеро на территории Алмозерского сельского поселения Вытегорского района Вологодской области.

## Физико-географическая характеристика
Площадь озера — 1,9 км². Располагается на высоте 134,8 метров над уровнем моря.
Форма озера округлая. Берега преимущественно заболоченные.
С северной стороны озера вытекает река Тагажма, приток реки Вытегры, впадающей в Онежское озеро.
С востока в Матенжское впадает река Илекса, несущая воды озера Ильинского.
Острова на озере отсутствуют.
Населённые пункты и автодороги вблизи водоёма отсутствуют.
Код объекта в государственном водном реестре — 01040100511102000019921.